# John Musker
John Musker (ur. 8 listopada 1953 w Chicago) – amerykański reżyser filmów animowanych.
Wspólnie z Ronem Clementsem napisali scenariusz i wyreżyserowali m.in. Małą syrenkę, Aladyna i Herkulesa.

## Filmografia
- Wielki mysi detektyw (1986)
- Mała Syrenka (1989)
- Aladyn (1992)
- Herkules (1997)
- Planeta skarbów (2002)
- Księżniczka i żaba (2009)

## Nagrody
- 1987: nominacja do Nagrody Edgara za najlepszy film animowany - Wielki mysi detektyw
- 1997: Nagroda Annie dla najlepszego reżysera i producenta za Herkulesa
- 2003: nominacja do Nagrody Annie dla najlepszego reżysera filmu animowanego za Planetę skarbów